# Escuela de Suboficiales del Ejército (Argentina)

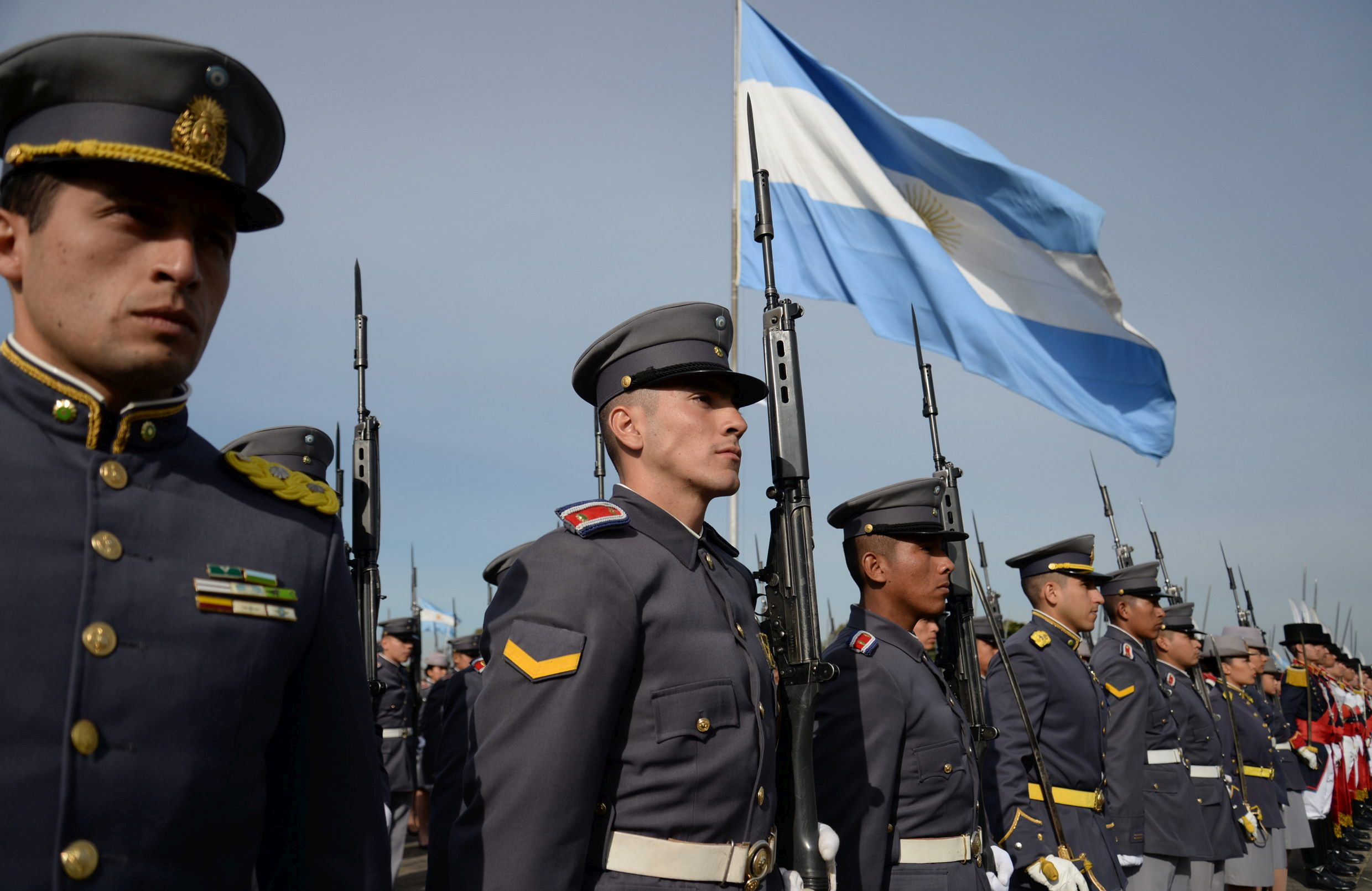
Aspirantes varones

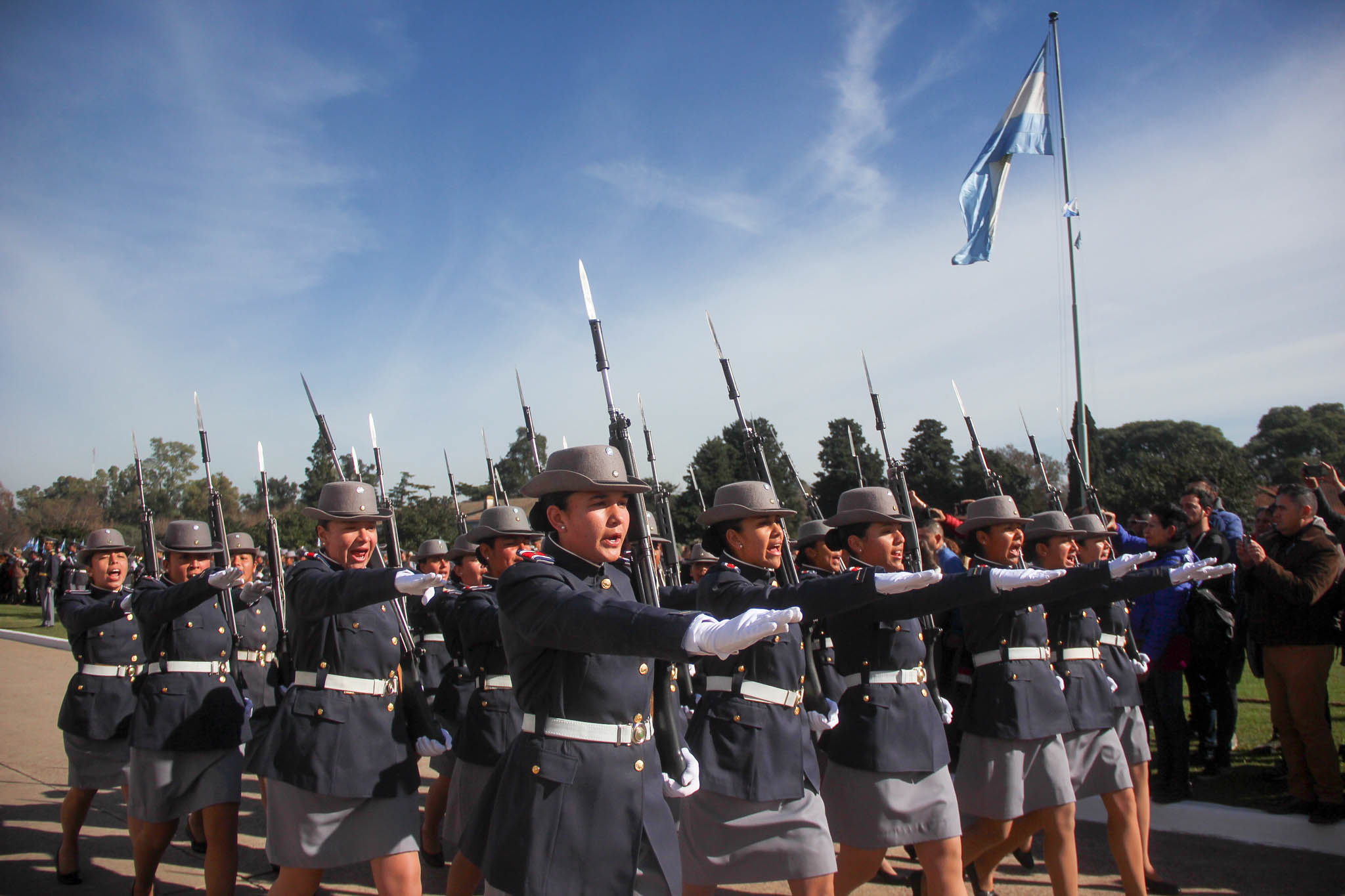
Aspirantes mujeres

La Escuela de Suboficiales del Ejército «Sargento Cabral» (ESESC) es un instituto de formación del Ejército Argentino para suboficiales de todas las armas y especialidades. Se halla en la Guarnición de Ejército «Campo de Mayo», provincia de Buenos Aires. Su nombre histórico, evocador de Juan Bautista Cabral, arquetipo de soldado argentino, fue establecido oficialmente en 1933.
La Escuela de Suboficiales del Ejército, creada el 13 de diciembre de 2002, por la fusión de la Escuela de Suboficiales «Sargento Cabral» (ESSC) y la Escuela de Suboficiales «General Lemos» (ESGL), con el fin de aglutinar las armas y las especialidades en un solo centro educativo. Ambas escuelas son antecedentes inmediatos de la ESESC.
El 2 de julio de 2020 el jefe del Estado Mayor General del Ejército determinó como fecha de creación de la ESESC el 26 de marzo de 1881, fecha en que la superioridad creó la Escuela de Cabos y Sargentos, instituto que en 1916 fue denominado Escuela de Suboficiales, antecedente de la actual ESESC.

## Historia
Por resolución del 26 de marzo de 1881, fue creada la Escuela de Cabos y Sargentos, respondiendo a las exigencias de la guerra moderna. Por decreto del 2 de septiembre de 1890 este instituto fue disuelto y sustituido en el acto por la Escuela Normal de Clases de Tropa del Ejército, un instituto de perfeccionamiento técnico. En necesidad de formación teórico-práctica, el 13 de junio de 1902 fue creada la Escuela de Aplicación de Clases, instalada en Campo de Mayo, con cuatro secciones agregadas a unidades de las cuatro armas (el arma de comunicaciones fue creada recién en 1944) y con estructura permanente a partir del 12 de agosto de 1904. El 26 de enero de 1916, con la nueva ley de ascensos, fue denominada en lo sucesivo Escuela de Suboficiales.